# 동국여지승람 권52
동국여지승람 권52(東國輿地勝覽 卷五十二)는 충청북도 청주시 흥덕구 청주고인쇄박물관에 있는 조선시대(1487년)의 책이다. 2020년 3월 6일 충청북도의 유형문화재 제395호로 지정되었다.

## 지정 사유
조선 성종 때에 노사신, 강희맹 등이 전국 각 도의 지리, 풍속 등을 기록하여 편찬한 우리나라의 인문지리서이다. 각 지역별로 연혁은 물론 지리, 행정, 교육, 인물, 풍속 등을 확인할 수 있다.
1487년에 금속활자인 을해자로 간행한 것으로 권52는 평안도 안주목, 정주목 등의 자료가 실려 있다. 조선시대 지리와 사회 모습은 물론 금속활자 연구를 위한 중요한 자료이다.

## 같이 보기
- 동국여지승람

## 참고 문헌
- 동국여지승람 권52 - 국가유산청 국가유산포털